# Брулетова, Любовь Александровна
Любовь Александровна Брулетова (17 сентября 1973 года, Иваново) — российская самбистка и дзюдоистка, чемпионка и призёр чемпионатов России и Европы по дзюдо, призёр Олимпийских игр 2000 года в Сиднее по дзюдо, чемпионка и призёр чемпионатов мира по самбо, Заслуженный мастер спорта России. Тренер. Выпускница Омского института физической культуры.

## Биография
Член сборной команды России 1993-2004 годов. Принимала участие в летних Олимпийских играх 2000 и летних Олимпийских играх 2004. На Олимпиаде в Сиднее в 2000 году завоевала серебряную медаль. В 2004 году завершила спортивную карьеру, а в следующем — перешла на тренерскую работу.

## Спортивные результаты
- Чемпионка Азии по самбо (1992, 1995);
- Чемпионка России по самбо (1997, 2001);
- Серебряный (1990, 1992, 1994-1996, 2002) и бронзовый (1991) призёр чемпионатов России по самбо;
- Обладательница Кубка мира по самбо (1994, 1995);
- Чемпионат России по дзюдо 1992 года — ;
- Чемпионат России по дзюдо 1993 года — ;
- Чемпионат России по дзюдо 1994 года — ;
- Чемпионат России по дзюдо 1995 года — ;
- Чемпионат России по дзюдо 1996 года — ;
- Чемпионат России по дзюдо 1997 года — ;
- Чемпионат России по дзюдо 1998 года — ;
- Чемпионат России по дзюдо 1999 года — ;
- Чемпионат России по дзюдо 1999 года — ;
- Чемпионат России по дзюдо 2000 года — ;
- Чемпионат России по дзюдо 2001 года — ;
- Чемпионат России по дзюдо 2002 года — ;

## Известные воспитанницы
- Балашова, Анна Викторовна
- Оноприенко, Екатерина Андреевна

## Награды
- Медаль ордена «За заслуги перед Отечеством» I степени (12 октября 2022) — за вклад в развитие физической культуры и популяризацию отечественного спорта[1]
- Медаль ордена «За заслуги перед Отечеством» II степени